# Schefflera sprucei
Schefflera sprucei är en araliaväxtart som först beskrevs av Berthold Carl Seemann, och fick sitt nu gällande namn av Hermann August Theodor Harms. Schefflera sprucei ingår i släktet Schefflera och familjen araliaväxter. IUCN kategoriserar arten globalt som livskraftig. Inga underarter finns listade.